# Arrane Ashoonagh Dy Vannin
Arrane Ashoonagh Dy Vannin este imnul național din Insula Man.